# Mary Fane
Mary Fane (Mereworth, 1639 — 16 de outubro de 1681) foi uma nobre inglesa. Ela foi condessa de Exeter pelo seu segundo casamento com John Cecil, 4.° Conde de Exeter.

## Família
Mary foi a filha primogênita de Mildmay Fane, 2.° Conde de Westmorland e de sua segunda esposa, Mary de Vere. Seus avós paternos eram Francis Fane, 1.° Conde de Westmorland e Mary Mildmay. Seus avós maternos eram Horace Vere, 1.° Barão Vere de Tilbury e Mary Tracy.
Mary teve seis irmãos mais novos por parte de pai e mãe, que eram: Mildmay; Vere Fane, 4.° Conde de Westmorland, marido de Rachel Bence; Rachel; Catherine; Susan e Elizabeth.
Além disso, teve três meio-irmãos. Dois deles eram frutos do primeiro casamento de seu pai com Grace Thornhurst: Frances, esposa de Erasmus Harby, 2.° baronete, Charles Fane, 3.° Conde de Westmorland, e uma meia-irmã, Vere Townshend, filha de sua mãe com seu primeiro marido Sir Roger Townshend, 1.° baronete.

## Biografia
O seu primeiro marido foi Francis Palmes, com quem se casou em data anterior a 1670. Eles não tiveram filhos.
Após ficar viúva, Mary casou-se com John Cecil, em 24 de janeiro de 1670. Ele era filho de David Cecil, 3.° Conde de Exeter e de Elizabeth Egerton. 
John também era viúvo de sua primeira esposa, Frances Manners, com quem teve dois filhos.
O casal não teve descendência. O conde morreu em 18 de março de 1678.
Mary faleceu em 16 de outubro de 1681, aos 42 anos de idade, e foi enterrada na Igreja de São Martinho, em Stamford.